# Marián Janušek
Marián Janušek (* 29. Februar 1960 in Bratislava) ist ein slowakischer Politiker und Mitglied der Slowakischen Nationalpartei (SNS). Von 2006 bis 2009 war er als Minister für Bau und regionale Entwicklung tätig und wurde 2017 im Fall Ausschreibung am Schwarzen Brett verurteilt.

## Leben
Nach dem Abitur absolvierte Janušek ein Studium an der Universität Žilina, das er an der Fakultät für Betrieb, Wirtschaft, Verkehr und Kommunikation mit einem Diplom in Bau, Instandhaltung und Umbau von Eisenbahnen abschloss. Seitdem arbeitete er bis Dezember 1989 als selbstständiger technischer Facharbeiter im Investitionsbau bei den Chemiewerken in Žilina und später als Bauleiter bei Váhostav und Železničné Stavby.

## Politische Karriere
Im Januar 1995 wurde er stellvertretender Leiter am Bezirksamt in Ostrava, das für die Abteilungen Verkehr und Straßenwesen, Umwelt, Kataster, Gesundheit, Bildung und Kultur, Veterinärmedizin, Land- und Forstwirtschaft sowie Bevölkerung zuständig war. Im Februar 2002 wurde er stellvertretender Leiter des Gemeindeamtes in Žilina, ab Dezember 2002 war er stellvertretender Bürgermeister.
Am 4. Juli 2006 wurde er in der nach der Nationalratswahl in der Slowakei 2006 gebildeten Regierung Robert Fico I zum Minister für Bau und regionale Entwicklung ernannt. Er trat am 15. April 2009 im Zusammenhang mit der sogenannten Ausschreibung am Schwarzen Brett zurück, bei der Aufträge des Ministeriums an Unternehmen vergeben werden sollten, die dem SNS-Vorsitzenden Ján Slota nahestehen. Bei dieser umstrittenen Ausschreibung im Bauministerium ging es um Rechts- und Beratungsdienstleistungen für die Verwendung von EU-Mitteln. Das Amt für öffentliches Auftragswesen und der Oberste Rechnungshof prüften mögliches Fehlverhalten im Zusammenhang mit der Ausschreibung. Im Jahr 2017 wurde Janušek vom Gericht in Pezinok zu 12 Jahren Haft verurteilt, nach einer Berufung wurde seine Strafe 2018 auf 11 Jahre reduziert.